# Крупицьке (заповідне урочище)
Крупи́цьке — заповідне урочище в Україні. Розташоване в межах Полтавського району Полтавської області, на схід від села Деревки. 
Площа 300 га. Статус присвоєно згідно з рішенням облвиконкому від 17.04.1992 року № 74. Перебуває у віданні: ДП «Полтавський лісгосп» (Опішнянське л-во, кв. 108-112). 
Статус присвоєно для збереження лісового масиву на лівобережній боровій терасі річки Ворскла. У деревостані переважають сосна, дуб, рідше — береза.